# Вулиця Оксани Мешко (Київ)
Ву́лиця Окса́ни Мешко́ — вулиця в Подільському районі міста Києва, місцевості Шполянка, Куренівка. Пролягає від Шполянської вулиці до кінця забудови. 
Прилучаються Рясний провулок та Фруктова вулиця.

## Історія
Початковий відрізок вулиці (від початку до Рясного провулку) виник у 10-х роках XX століття під назвою Садова (від великої кількості фруктових садів, тут насаджених). Заключний відрізок (427-а Нова вулиця) прокладено і забудовано у середині XX століття.  1955 року отримала назву Тагільська вулиця.
Сучасна назва на честь української правозахисниці, учасниці дисидентського руху в Україні Оксани Мешко, яка в 1980-х — на початку 90-х років жила на сусідній Верболозній вулиці — з березня 2023 року.